# 細谷千博

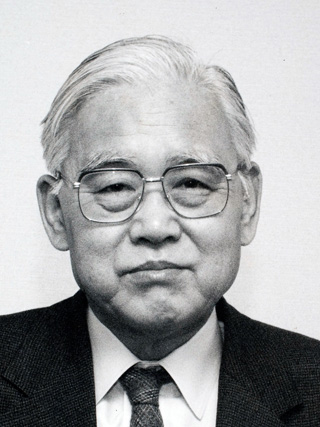
日本学士院より公表された肖像

細谷 千博（ほそや ちひろ、1920年4月1日 - 2011年9月21日）は、日本の国際政治学者。専門は外交史、国際関係論。一橋大学名誉教授、国際大学名誉教授、日本学士院会員、英国学士院客員会員、日本国際政治学会理事長。
ちなみに、国際政治学者の細谷雄一との血縁関係はない。

## 来歴
東京府東京市牛込区（現在の東京都新宿区）生まれ。1937年3月東京府立第四中学校（現在の東京都立戸山高等学校）卒業、4月第一高等学校文科甲類入学。1940年3月第一高等学校文科甲類卒業、4月東京帝国大学法学部政治学科入学。1945年9月、東京帝国大学法学部政治学科卒業。1946年4月、東京帝国大学法学部大学院入学。大平善梧教授のもと、1949年6月から、東京商科大学（現一橋大学）特別研究生となり、外交史を学んだ。
1951年10月、一橋大学法学部助手。1952年4月、一橋大学法学部専任講師。一橋大学初の外交史担当専任教員として、1955年から西洋外交史を講ず。1956年12月一橋大学法学部助教授。1962年2月、京都大学より法学博士の学位を取得。同年11月一橋大学法学部教授。1964年に、法学部に国際関係論講座を開講。1965年からは日本外交史も担当した。1969年4月、一橋大学法学部長。1977年外交史講座を開講し、1979年には有賀貞を外交史講座教授として招聘。1980年に大学院時代に指導した野林健を国際関係論講座の専任講師として採用。定年前年の1982年には山本満を国際関係論講座教授として招聘した。1983年4月、一橋大学を定年退官し、一橋大学名誉教授の称号を受け、国際大学副学長に就任した。
1985年日米関係研究所所長。この間コロンビア大学ロシア研究所客員研究員、プリンストン高等研究所客員研究員、ロンドン大学ロンドン・スクール・オブ・エコノミクス客員教授等も歴任。
2011年9月21日、老衰のため死去。91歳没。

## 業績
- 1951年から1955年まで日本国際政治学会理事長。
- 1988年、日本学術会議第14期・第15期会員。

その他にはアメリカ国際政治学会副会長、ヨーロッパ国際関係史学会理事、国際法学会理事、アメリカ学会理事、アジア政経学会理事、日本EC学会理事、日本平和学会理事、日本国際問題研究所理事等も務めた。

## 栄典・受賞・栄誉
- 1985年、紫綬褒章、
- 1991年、勲二等旭日重光章。
- 1991年、日本学士院会員。
- 1995年、イギリス学士院客員会員 (Corresponding Fellows of the British Academy)。
- 毎日出版文化賞・吉田茂賞（『サンフランシスコ講和への道』）

## 門下生
- 井上寿一（日本政治外交史、学習院大学学長）
- 岩田賢司（国際関係論、広島大教授）
- 臼井久和（国際政治学、中央大教授）
- 大芝亮（国際機構論、一橋大教授、日本国際政治学会元理事長）
- 大隈宏（国際関係論、成城大教授）
- 菊池努（国際関係論、青山学院大副学長）
- 吉川元（国際関係論、上智大教授、神戸大学名誉教授）
- 黒川修司（国際政治学、東京女子大教授）
- 佐々木卓也（アメリカ外交史、立教大教授、日本国際政治学会理事長）
- 首藤もと子（国際関係論、筑波大教授）
- 田中孝彦（国際政治史、早大教授）
- 滝田賢治（アメリカ外交史、中央大教授）[4]
- 貫芳祐（国際関係論、法政大教授）
- 中園和仁（国際関係論、元広島大教授）
- 中見立夫（東アジア外交史、東京外国語大学教授）
- 野林健（国際関係論、一橋大名誉教授）
- 林忠行（国際政治史・チェコスロヴァキア外交史、北海道大副学長）
- 丸山直起（国際関係論、明治学院大教授）
- 横山宏章（中国政治外交史、北九州市立大教授）
- クリスチャン・ポラック（幕末日仏外交史、一橋大客員教授、セリク社長）[2]
  - 田中康夫（作家、元長野県知事）なども細谷ゼミナール出身。

## 著書

### 単著
- 『シベリア出兵の史的研究』（有斐閣、1955年 / 岩波現代文庫、2005年）
- 『ロシア革命と日本』（原書房、1973年）
- 『日本外交の座標』（中央公論社、1979年）
- 『サンフランシスコ講和への道』（中央公論社、1984年）
- 『両大戦間の日本外交――1914-1945』（岩波書店、1988年）
- 『日本外交の軌跡』（日本放送出版協会「NHKブックス」、1993年）

### 編著
- 『日英関係史――1917-1949』（東京大学出版会、1982年）
- 『太平洋・アジア圏の国際経済紛争史――1922-1945』（東京大学出版会、1983年）
- 『アメリカ外交――日米関係の文脈のなかで』（日本国際問題研究所、1986年）
- 『日米関係通史』（東京大学出版会、1995年）
- Redefining the Partnership: the United States and Japan in East Asia, (University Press of America, 1998).
- Japan and the United States: Fifty Years of Partnership, (Japan Times, 2001).

### 共編著
- 皆川洸『変容する国際社会の法と政治――大平善梧先生還暦記念論文集』（有信堂、1971年）
- 斎藤眞・今井清一・蝋山道雄『日米関係史開戦に至る10年――1931-1914年 (1-4)』（東京大学出版会、1971年 - 1972年）
- 綿貫譲治『対外政策決定過程の日米比較』（東京大学出版会、1977年）
- 斎藤眞『ワシントン体制と日米関係』（東京大学出版会、1978年）
- 南義清『欧州共同体 (EC)の研究――政治力学の分析』（新有堂、1980年）
- 臼井久和『国際政治の世界――第二次大戦後の国際システム変容と将来の展望』（有信堂高文社、1981年）
- 本間長世『日米関係史――摩擦と協調の130年』（有斐閣、1982年）
- 丸山直起『国際政治ハンドブック――解説と資料』（有信堂高文社、1984年）
- 安藤仁介・大沼保昭『東京裁判を問う――国際シンポジウム』（講談社、1984年）
- 臼井久和『国際政治の世界――第二次大戦後の国際システム変容と将来の展望［増補改訂版］』（有信堂高文社、1986年）
- 有賀貞『国際環境の変容と日米関係』（東京大学出版会、1987年）
- 丸山直起『国際政治ハンドブック――解説と資料［増補改訂版］』（有信堂高文社、1991年）
- 本間長世『日米関係史――摩擦と協調の140年［新版］』（有斐閣、1991年）
- 臼井久和『国際政治の世界――21世紀国際システムの展望［新版］』（有信堂高文社、1993年）
- 丸山直起『ポスト冷戦期の国際政治』（有信堂高文社、1993年）
- 本間長世・入江昭・波多野澄雄『太平洋戦争』（東京大学出版会、1993年）
- 入江昭・後藤乾一・波多野澄雄『太平洋戦争の終結――アジア・太平洋の戦後形成』（柏書房、1997年）
- 信田智人『新時代の日米関係――パートナーシップを再定義する』（有斐閣、1998年）
- 有賀貞・石井修・佐々木卓也『日米関係資料集――1945-97』（東京大学出版会、1999年）
- 長尾悟『ヨーロッパ統合――テキストブック』（有信堂高文社、2000年）
- 入江昭・大芝亮『記憶としてのパールハーバー』（ミネルヴァ書房、2004年）
- 佐藤元英『「日米交渉」関係調書集成　全2巻』（現代史料出版、2009年）

### その他
- 細谷千博著作選集刊行委員会編『歴史のなかの日本外交―細谷千博著作選集〈1〉』（龍溪書舎、2012年）
- 細谷千博著作選集刊行委員会編『国際政治のなかの日本外交―細谷千博著作選集〈2〉』（龍溪書舎、2012年）